# Meiko Satomura
Meiko Satomura (里村 明衣子?, Satomura Meiko; Niigata, 17 novembre 1979) è un'ex wrestler giapponese.

## Carriera

### Gaea Japan (1995–2005)
La Satomura fece il suo debutto nel wrestling per una federazione tutta al femminile, la Gaea Japan il 15 aprile 1995, sconfiggendo Sonoko Kato. Il 2 novembre 1996 la Satomura e la Kato sconfissero Sugar Sato e Chikayo Nagashima diventando le prime detentrici dell'AAAW Tag Team Championship. La Satomura vinse poi tale titolo in altre due occasioni, in coppia con Ayako Hamada e Chikayo Nagashima. Vinse anche l'AAAW Singles Championship due volte, con il suo secondo regno terminato per mano di Aja Kong il 3 aprile 2005. La Gaea Japan chiuse tuttavia una settimana dopo, il 10 aprile, dopo aver messo in scena il suo show finale in cui la Satomura sconfisse o il suo allenatore Chigusa Nagayo nel main event.

### World Championship Wrestling (1996–1997)
Nel 1996 la Satomura iniziò ad apparire nella World Championship Wrestling durante la collaborazione tra la Gaea Japan e la stessa WCW. La Satomura partecipò ad un torneo per il nuovo titolo WCW Women's World Championship ma venne eliminata al primo turno da Akira Hokuto. Quando la WCW introdusse un secondo titolo per le donne, il WCW Women's Cruiserweight Championship la Satomura partecipò al torneo per l'assegnazione di tale nuova cintura ma venne eliminata da Toshie Uematsu, la quale vinse poi il torneo. La Satomura continuò ad apparire in WCW fino alla fine della collaborazione tra quest'ultima federazione e a Gaea Japan.

### Sendai Girls' Pro Wrestling (2006–2025)
Dopo la chiusura della Gaea Japan, la Satomura firmò per la Sendai Girls' Pro Wrestling con Jinsei Shinzaki.
Il 23 settembre 2009 la Satumora partecipò al torneo Splash J & Running G insieme a Kaoru e Tomoko Kuzumi. Nella semifinale, il tag team della Satumora, Kaoru e la Kuzumi sconfisse Dynamite Kansai, Makie Numao e Yasuko Kuragaki per arrivare alla finale. In finale, poi, sconfissero Hikari Fukuoka, Kanako Motoya e Sonoko Kato per vincere il torneo.

### Chikara (2012, 2016–2017)
Nel maggio del 2012 la Satomura fece il suo debutto nella Chikara durante Aniversario, vincendo poi il King of Trios nel 2016 con Cassandra Miyagi e Dash Chisako.

### WWE (2020–2025)

#### NXT UK(2020–2022)
Il 27 luglio 2018 venne annunciato che la Satomura avrebbe partecipato alla seconda edizione del Mae Young Classic. Ella sconfisse Killer Kelly, Mercedes Martinez e Lacey Lane prima di venire eliminata da Toni Storm nella semifinali.
Nell'ottobre del 2020 la WWE annunciò di aver messo sotto contratto la Satomura, la quale sarebbe stata un'allenatrice per NXT UK. Il debutto della Satomura, annunciato precedentemente il 28 gennaio 2021, avvenne nella puntata di NXT UK dell'11 febbraio dove sconfisse Isla Dawn. In seguito, la Satomura si concentrò sull'NXT UK Women's Championship di Kay Lee Ray, fallendo nel primo tentativo di conquistare il titolo. Successivamente, il 10 giugno a NXT UK, la Satomura vinse finalmente il titolo. Nella puntata di NXT UK del 15 luglio la Satomura mantenne il titolo contro Amale. Nella puntata di NXT UK del 19 agosto la Satomura mantenne la cintura contro Stevie Turner. Il 4 novembre, ad NXT UK, la Satomura sconfisse Jinny conservando il titolo. Il 2 dicembre, ad NXT UK, Meiko conservò il titolo femminile del Regno Unito contro Xia Brookside. Successivamente, il 6 gennaio, la Satomura superò anche Blair Davenport mantenendo la cintura. Il 3 gennaio 2022, poi, la Satomura mantenne ancora la cintura contro la Davenport in un Japanese Street Fight. Il 9 giugno, poi, Satomura superò anche Ivy Nile ad NXT UK mantenendo il titolo.

#### NXT(2022–2025)
Nella puntata di NXT 2.0 del 23 agosto la Satomura apparve nello show confrontandosi con la NXT Women's Champion Mandy Rose e Blair Davenport, annunciando un Triple Threat match con loro due per NXT Worlds Collide. Il 4 settembre, durante l'evento, Meiko venne tuttavia sconfitta da Mandy, la quale schienò Blair, unificando l'NXT UK Women's Championship con l'NXT Women's Championship e interrompendo il regno di Meiko dopo 451 giorni. Meiko combatté il suo primo match singolo ad NXT 2.0 nella puntata del 6 settembre dove sconfisse Roxanne Perez. Il 7 marzo, nella puntata speciale NXT Roadblock, Meiko affrontò Roxanne Perez per l'NXT Women's Championship ma venne sconfitta.
Dopo aver intrapreso un tour di addio dalla durata di 9 mesi, si ritirò il 29 aprile 2025, stesso mese del debutto avvenuto 30 anni prima.

## Personaggio

### Mosse finali
- Death Valley Bomb
- Scorpio Rising (Axe kick su un'avversaria in ginocchio)

### Soprannomi
- "The Final Boss"

## Titoli e riconoscimenti
- Chikara
  - King of Trios (2016) – con Cassandra Miyagi e Dash Chisako
- DDT Pro-Wrestling
  - KO-D Openweight Championship (1)
  - KO-D 6-Man Tag Team Championship (1) – con Chihiro Hashimoto e Dash Chisako
- Fight Club: PRO
  - FCP Championship (1)
- Gaea Japan
  - AAAW Single Championship (2)
  - AAAW Junior Heavyweight Tag Team Championship/AAAW Tag Team Championship (3) – con Ayako Hamada (1), Chikayo Nagashima (1) e Sonoko Kato (1)
  - Hustling Cup (1996)
  - High Spurt 600 (1998, 2001)
  - Splash J & Running G (1995) – con Kaoru e Tomoko Kuzumi
- Progress Wrestling
  - Progress World Women's Championship (1)
- Sendai Girls' Pro Wrestling
  - Sendai Girls World Championship (1)
  - Joshi Puroresu Dantai Taikou Flash Tournament (2011) – con Dash Chisako, Hiren, Kagetsu, Miyako Morino, Ryo Mizunami e Sendai Sachiko
- Tokyo Sports
  - Joshi Puroresu Grand Prize (2013)
- Westside Xtreme Wrestling
  - Femmes Fatale Tournament (2018)
- World Wonder Ring Stardom
  - World of Stardom Championship (1)
  - Stardom Year-End Award (1)
    - Best Match Award (2015) vs. Io Shirai il 23 dicembre
- WWE
  - NXT UK Women's Championship (1)